# Leichtathletik-Weltmeisterschaften 1983/400 m der Frauen

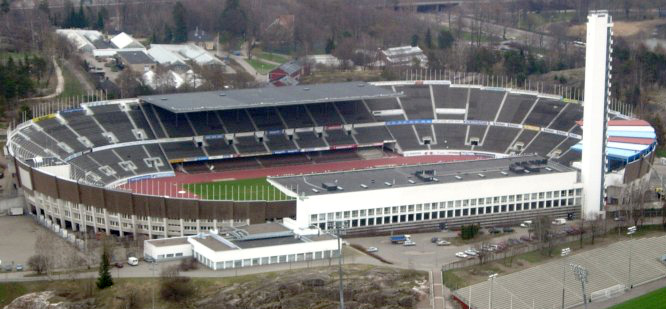
Das Olympiastadion in Helsinki

Der 400-Meter-Lauf der Frauen bei den Leichtathletik-Weltmeisterschaften 1983 fand am 7., 8., 9. und 10. August 1983 in Helsinki, Finnland, statt.
33 Athletinnen aus 25 Ländern nahmen an dem Wettbewerb teil. Die Läuferinnen aus der Tschechoslowakei errangen einen Doppelsieg. Die Goldmedaille gewann die Olympiazweite von 1980 und Vizeeuropameisterin von 1982 Jarmila Kratochvílová nach 47,99 s, womit sie einen neuen Weltrekord aufstellte. Am Tag zuvor war sie bereits Weltmeisterin über 800 Meter geworden. Silber ging mit 48,59 s an die EM-Dritte von 1982 Taťána Kocembová. Am Schlusstag sicherten sich die beiden siegreichen Tschechinnen zusammen mit der 4-mal-400-Meter-Staffel ihres Landes die Silbermedaille. Die sowjetische Athletin Marija Pinigina, frühere Marija Kultschunowa, kam mit 49,19 s auf den dritten Platz und errang mit der 4-mal-400-Meter-Staffel der UdSSR später eine zweite Bronzemedaille.

## Rekorde
Vor dem Wettbewerb galten folgende Rekorde:
| Weltrekord               | Marita Koch                                                                 | 48,16 s                                                                     | Athen, Griechenland                                                         | 8. September 1982                                                           |
| Weltmeisterschaftsrekord | Es gab noch keine WM-Rekorde, die Veranstaltung wurde erstmals ausgetragen. | Es gab noch keine WM-Rekorde, die Veranstaltung wurde erstmals ausgetragen. | Es gab noch keine WM-Rekorde, die Veranstaltung wurde erstmals ausgetragen. | Es gab noch keine WM-Rekorde, die Veranstaltung wurde erstmals ausgetragen. |

Der WM-Rekord wurde nach und nach auf zuletzt 47,99 s gesteigert (Jarmila Kratochvílová, Tschechoslowakei, im Finale am 10. August 1983). Damit stellte Weltmeisterin Jarmila Kratochvílová gleichzeitig einen neuen Weltrekord auf und blieb als erste Läuferin unter der 48-Sekunden-Marke.

## Vorläufe
7. August 1983
Aus den fünf Vorläufen qualifizierten sich die jeweils fünf Ersten jedes Laufes – hellblau unterlegt – und zusätzlich die sieben Zeitschnellsten – hellgrün unterlegt – für das Viertelfinale. Nur zwei der hier angetretenen Läuferinnen schieden aus, es wäre problemlos möglich gewesen, die Viertelfinals zu überspringen.

### Lauf 1

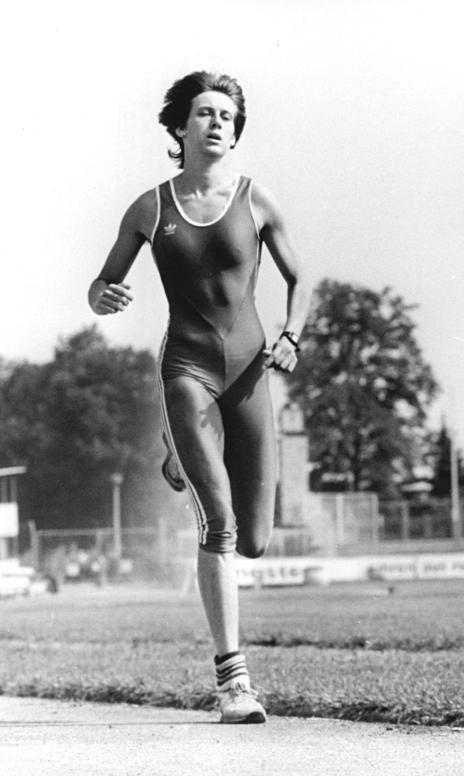
Sabine Busch fehlten vier Hundertstelsekunden, um im Finale dabei zu sein

| Platz | Athletin              | Land                   | Zeit        |
| ----- | --------------------- | ---------------------- | ----------- |
| 1     | Jarmila Kratochvílová | Tschechoslowakei       | 52,42 s CR  |
| 2     | Molly Killingbeck     | Kanada                 | 52,62 s     |
| 3     | Roberta Belle         | Vereinigte Staaten     | 53,01 s     |
| 4     | Michelle Scutt        | Vereinigtes Königreich | 53,30 s     |
| 5     | Erica Rossi           | Italien                | 53,51 s     |
| 6     | Hala El-Moughrabi     | Syrien                 | 59,58 s     |
| 7     | Marjorie Gentle       | Belize                 | 1:04,00 min |

### Lauf 2
| Platz | Athletin          | Land                           | Zeit        |
| ----- | ----------------- | ------------------------------ | ----------- |
| 1     | Rossiza Stamenowa | Bulgarien                      | 53,81 s     |
| 2     | Gaby Bußmann      | BR Deutschland                 | 53,93 s     |
| 3     | June Griffith     | Guyana                         | 54,02 s     |
| 4     | Eucaris Caicedo   | Kolumbien                      | 55,09 s     |
| 5     | Judit Forgács     | Ungarn                         | 55,15 s     |
| 6     | Leticia Athanas   | Tansania                       | 56,54 s     |
| 7     | Sandra Liburd     | St. Christopher-Nevis-Anguilla | 1:02,46 min |

### Lauf 3
| Platz | Athletin          | Land               | Zeit    |
| ----- | ----------------- | ------------------ | ------- |
| 1     | Taťána Kocembová  | Tschechoslowakei   | 52,74 s |
| 2     | Denean Howard     | Vereinigte Staaten | 52,78 s |
| 3     | Katja Iliewa      | Bulgarien          | 53,21 s |
| 4     | Cathy Rattray     | Jamaika            | 53,40 s |
| 5     | Elanga Buala      | Papua-Neuguinea    | 57,37 s |
| 6     | Fatalmoudou Touré | Mali               | 59,37 s |
|       | Florence Gaza     | Salomonen          | DNS     |

### Lauf 4
| Platz | Athletin          | Land                            | Zeit        |
| ----- | ----------------- | ------------------------------- | ----------- |
| 1     | Marija Pinigina   | Sowjetunion                     | 52,49 s     |
| 2     | Charmaine Crooks  | Kanada                          | 53,83 s     |
| 3     | Dagmar Rübsam     | Deutsche Demokratische Republik | 54,47 s     |
| 4     | Denise Boyd       | Australien                      | 54,70 s     |
| 5     | Iyiechia Petrus   | Amerikanische Jungferninseln    | 55,87 s     |
| 6     | Margarita Grun    | Uruguay                         | 56,84 s     |
| 7     | Cornelia Baptiste | St. Lucia                       | 1:00,79 min |

### Lauf 5
| Platz | Athletin        | Land                            | Zeit    |
| ----- | --------------- | ------------------------------- | ------- |
| 1     | Sabine Busch    | Deutsche Demokratische Republik | 53,16 s |
| 2     | Irina Baskakowa | Sowjetunion                     | 53,45 s |
| 3     | Rosalyn Bryant  | Vereinigte Staaten              | 53,64 s |
| 4     | Marita Payne    | Kanada                          | 53,96 s |
| 5     | Irina Ambulo    | Panama                          | 56,08 s |
| 6     | Patricia Meigha | Guatemala                       | 58,07 s |
|       | Rose Tata-Muya  | Kenia                           | DNS     |

## Viertelfinale
8. August 1983
Aus den vier Viertelfinalläufen qualifizierten sich die jeweils vier Ersten jedes Laufes – hellblau unterlegt – für das Halbfinale.

### Lauf 1
| Platz             | Athletin         | Land                            | Zeit (s) |
| ----------------- | ---------------- | ------------------------------- | -------- |
| 1                 | Marija Pinigina  | Sowjetunion                     | 51,05 CR |
| 2                 | Rosalyn Bryant   | Vereinigte Staaten              | 51,44    |
| 3                 | Sabine Busch     | Deutsche Demokratische Republik | 51,46    |
| 4                 | Charmaine Crooks | Kanada                          | 51,57    |
| 5                 | Denise Boyd      | Australien                      | 52,03    |
| 6                 | Cathy Rattray    | Jamaika                         | 53,78    |
|                   | Margarita Grun   | Uruguay                         | DNS      |
| Cornelia Baptiste | St. Lucia        |                                 | DNS      |

### Lauf 2
| Platz | Athletin          | Land                            | Zeit (s) |
| ----- | ----------------- | ------------------------------- | -------- |
| 1     | Irina Baskakowa   | Sowjetunion                     | 51,07    |
| 2     | Gaby Bußmann      | BR Deutschland                  | 51,15    |
| 3     | Dagmar Rübsam     | Deutsche Demokratische Republik | 51,62    |
| 4     | Molly Killingbeck | Kanada                          | 52,25    |
| 5     | Roberta Belle     | Vereinigte Staaten              | 53,43    |
| 6     | Elanga Buala      | Papua-Neuguinea                 | 56,96    |
| 7     | Iyiechia Petrus   | Amerikanische Jungferninseln    | 57,24    |
|       | Hala El-Moughrabi | Syrien                          | DNS      |

### Lauf 3
| Platz | Athletin              | Land                           | Zeit (s) |
| ----- | --------------------- | ------------------------------ | -------- |
| 1     | Marita Payne          | Kanada                         | 52,23    |
| 2     | Katja Iliewa          | Bulgarien                      | 52,37    |
| 3     | Jarmila Kratochvílová | Tschechoslowakei               | 52,40    |
| 4     | Michelle Scutt        | Vereinigtes Königreich         | 52,70    |
| 5     | June Griffith         | Guyana                         | 53,47    |
| 6     | Leticia Athanas       | Tansania                       | 56,92    |
| 7     | Irina Ambulo          | Panama                         | 58,33    |
|       | Sandra Liburd         | St. Christopher-Nevis-Anguilla | DNS      |

### Lauf 4
| Platz             | Athletin          | Land               | Zeit (s) |
| ----------------- | ----------------- | ------------------ | -------- |
| 1                 | Taťána Kocembová  | Tschechoslowakei   | 51,88    |
| 2                 | Judit Forgács     | Ungarn             | 52,18    |
| 3                 | Rossiza Stamenowa | Bulgarien          | 52,22    |
| 4                 | Denean Howard     | Vereinigte Staaten | 52,34    |
| 5                 | Erica Rossi       | Italien            | 53,88    |
| 6                 | Patricia Meigha   | Guatemala          | 59,85    |
|                   | Eucaris Caicedo   | Kolumbien          | DNS      |
| Fatalmoudou Touré | Mali              |                    | DNS      |

## Halbfinale
9. August 1983

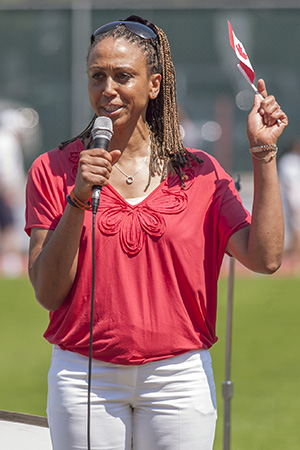
Charmaine Crooks (hier im Jahr 2013) verpasste die Finalteilnahme um einen Rang

Aus den zwei Halbfinalläufen qualifizierten sich die jeweils vier Ersten jedes Laufes – hellblau unterlegt – für das Finale.

### Lauf 1
| Platz | Athletin              | Land                            | Zeit (s) |
| ----- | --------------------- | ------------------------------- | -------- |
| 1     | Jarmila Kratochvílová | Tschechoslowakei                | 51,08    |
| 2     | Gaby Bußmann          | BR Deutschland                  | 51,22    |
| 3     | Irina Baskakowa       | Sowjetunion                     | 51,26    |
| 4     | Dagmar Rübsam         | Deutsche Demokratische Republik | 51,52    |
| 5     | Charmaine Crooks      | Kanada                          | 51,96    |
| 6     | Denean Howard         | Vereinigte Staaten              | 52,06    |
| 7     | Judit Forgács         | Ungarn                          | 52,74    |
| 8     | Rossiza Stamenowa     | Bulgarien                       | 53,09    |

### Lauf 2
| Platz | Athletin          | Land                            | Zeit (s) |
| ----- | ----------------- | ------------------------------- | -------- |
| 1     | Marija Pinigina   | Sowjetunion                     | 50,07 CR |
| 2     | Taťána Kocembová  | Tschechoslowakei                | 50,45    |
| 3     | Marita Payne      | Kanada                          | 50,78    |
| 4     | Rosalyn Bryant    | Vereinigte Staaten              | 51,04    |
| 5     | Sabine Busch      | Deutsche Demokratische Republik | 51,09    |
| 6     | Michelle Scutt    | Vereinigtes Königreich          | 51,88    |
| 7     | Molly Killingbeck | Kanada                          | 51,97    |
| 8     | Katja Iliewa      | Bulgarien                       | 52,34    |

## Finale
10. August 1983
| Platz | Athletin              | Land                            | Zeit (s) |
| ----- | --------------------- | ------------------------------- | -------- |
|       | Jarmila Kratochvílová | Tschechoslowakei                | 47,99 WR |
|       | Taťána Kocembová      | Tschechoslowakei                | 48,59    |
|       | Marija Pinigina       | Sowjetunion                     | 49,19    |
| 4     | Gaby Bußmann          | BR Deutschland                  | 49,75    |
| 5     | Marita Payne          | Kanada                          | 50,06    |
| 6     | Irina Baskakowa       | Sowjetunion                     | 50,48    |
| 7     | Dagmar Rübsam         | Deutsche Demokratische Republik | 50,48    |
| 8     | Rosalyn Bryant        | Vereinigte Staaten              | 50,66    |

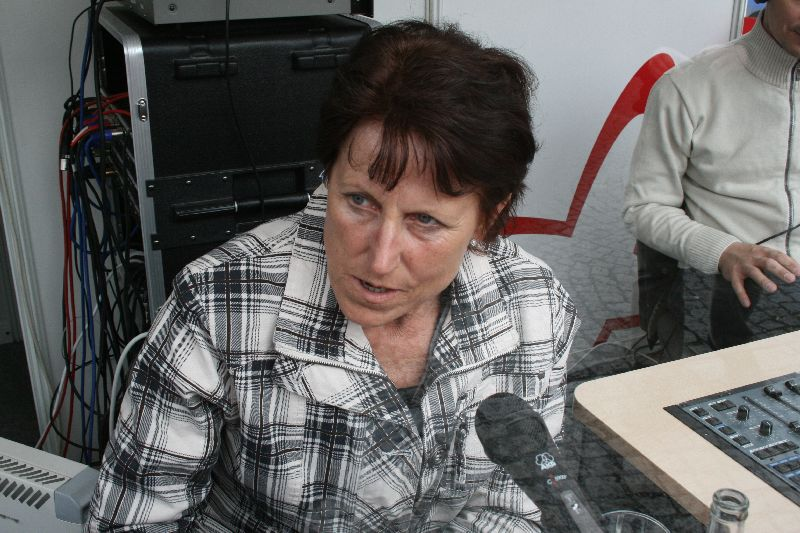
Weltmeisterin Jarmila Kratochvílová (auf dem Foto im Jahr 2010), 1980 Olympiazweite und 1982 Vizeeuropameisterin, war bereits Weltmeisterin über 800 Meter und gewann noch Silber mit ihrer 4-mal-400-Meter-Staffel

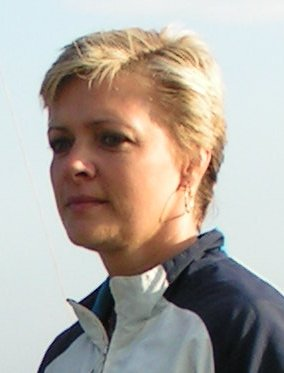
Vizeweltmeisterin Taťána Kocembová, 1982 EM-Dritte, gewann am Schlusstag mit ihrer 4-mal-400-Meter-Staffel noch einmal Silber
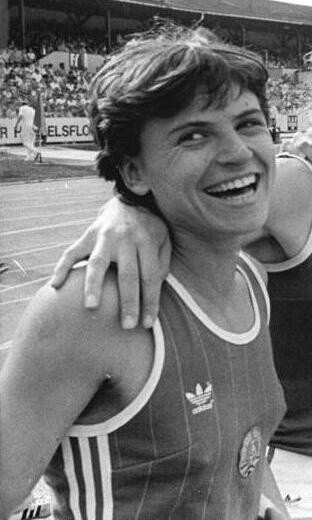
Dagmar Rübsam, spätere Dagmar Neubauer, erreichte Platz sieben – für sie gab es am Schlusstag noch Gold mit ihrer 4-mal-400-Meter-Staffel

## Video
- World Record, Women's 400m Final, IAAF World Championships Helsinki 1983 auf youtube.com, abgerufen am 11. April 2020